# Ишутиновы
Ишутиновы — деревня в Оричевском районе Кировской области в составе Истобенского сельского поселения.

## География
Расположена на расстоянии менее 1 км на юго-восток от административного центра поселения села Истобенск.

## История
Известна с 1873 года как починок Иволгинский, в котором отмечено дворов 3 и жителей 25, в 1905 (Иволгинский или Ишутиновы) 12 и 73, в 1926 (деревня Ишутиновы или Иволгинский) 13 и 49, в 1950 6 и 18, в 1989 оставалось 4 жителя. 

## Население
Постоянное население  составляло 4 человека (русские 100%) в 2002 году, 1 в 2010.